# Chytonix pyrrha
Chytonix pyrrha är en fjärilsart som beskrevs av William Schaus 1914. Chytonix pyrrha ingår i släktet Chytonix och familjen nattflyn. Inga underarter finns listade i Catalogue of Life.